# Eugeni i Macari de Mauritània
Eugeni i Macari (Tunísia, s. IV - Desert de Fenícia, ca. 362) foren dos preveres cristians que van patir martiri a l'antiga Mauritània (actual Tunísia) en temps de Julià l'Apòstata. Són venerats com a sants per diverses confessions cristianes.

## Biografia

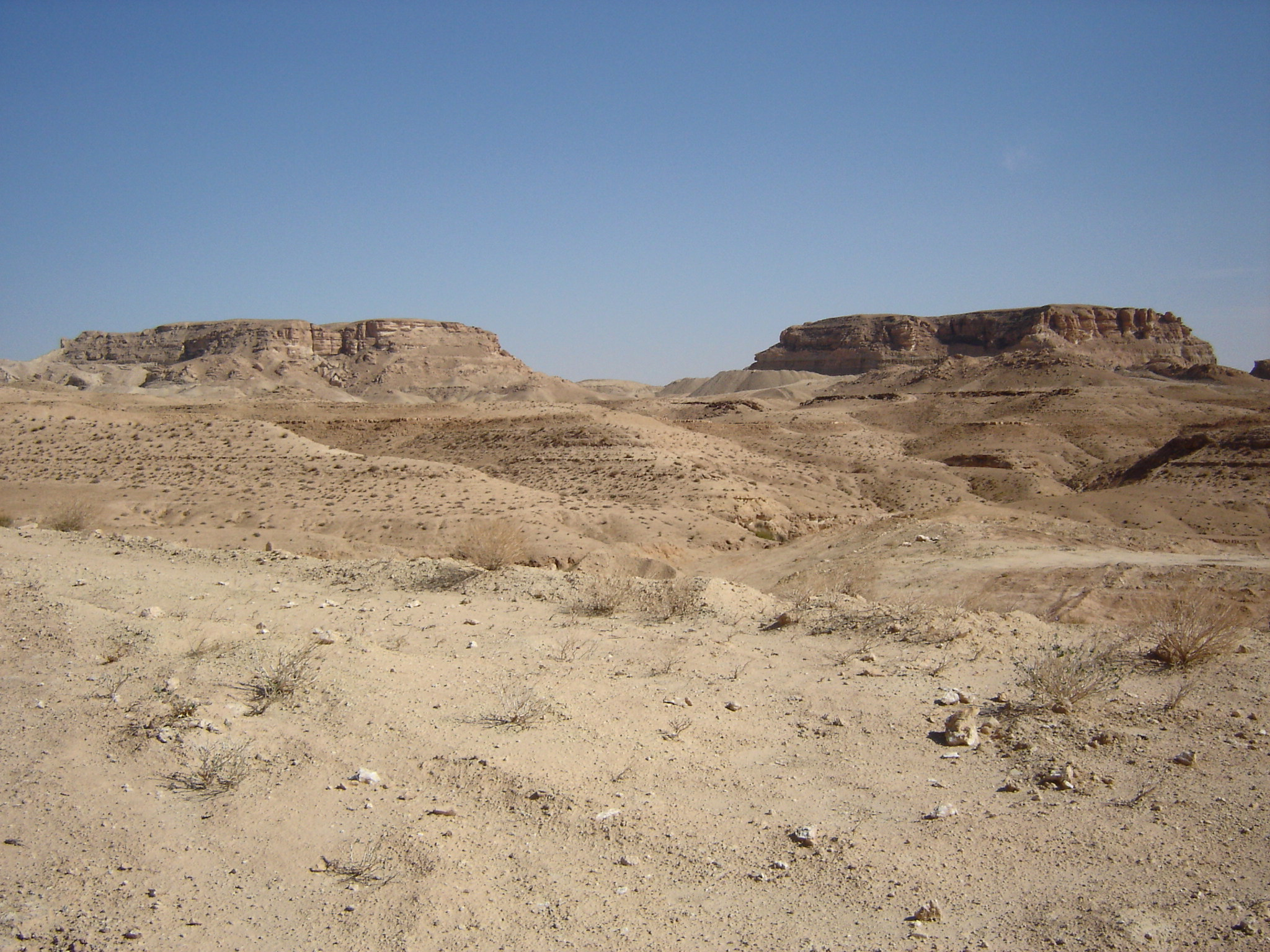
Desert de Metaloui, a Tunísia

Preveres, foren condemnats durant les persecucions als cristians. Els jutges els va fer penjar cap per avall, sobre un foc encès amb herbes que desprenien pudor i, després, els va fer estendre sobre una graella roent. Malgrat això, no volgueren abjurar de la fe i foren desterrats al desert de Fenícia. Hi trobaren una cova on s'instal·laren, passant-hi quatre mesos fent vida eremítica i pregant, morint llavors.
La seva memòria es commemora el 20 de desembre.